# Milo sur Mars
Pour plus de détails, voir Fiche technique et Distribution.
Milo sur Mars ou Des mamans pour Mars au Québec (Mars Needs Moms) est le 119e long-métrage d'animation des studios Disney. Tourné  en capture de jeu d'acteur, il est réalisé par Simon Wells et sorti en 2011.

## Synopsis
Après s'être disputé avec sa mère, Milo voit celle-ci se faire enlever par des Martiens. Réussissant à entrer dans leur vaisseau spatial, le jeune garçon se retrouve sur Mars où il devra retrouver sa mère s'il ne veut pas qu'elle meure. Avec l'aide de Gribble, un enfant ayant grandi sur Mars, et de Ki, un extraterrestre qui veut les aider, ils partiront à la rescousse de la mère de Milo.

## Fiche technique
- Titre original :  Mars Needs Moms
- Titre français : Milo sur Mars
- Titre québécois : Des mamans pour Mars[1]
- Réalisation : Simon Wells
- Scénario : Simon et Wendy Wells d'après un livre de Berkeley Breathed
- Direction artistique : Doug Chiang
- Photographie : Robert Presley
- Montage : Wayne Wahrman (en)
- Musique  : John Powell
- Production : Steven J. Boyd, Jack Rapke (en), Steve Starkey, Robert Zemeckis
- Société de production : ImageMovers Digital, Walt Disney Productions
- Société de distribution :  Walt Disney Productions
- Budget : 150 millions $[2]
- Langue originale : anglais
- Format : couleurs (DeLuxe) - 35 mm / 70 mm (IMAX) - 2, 35:1 / 1,44:1 (IMAX 3-D) - Dolby Digital / DTS / SDDS
- Durée : 88 minutes
- Dates de sortie :
  - Égypte : 9 mars 2011
  - États-Unis : 11 mars 2011
  - France : 7 décembre 2011 (sortie directe en DVD)

## Distribution

### Voix originales
- Seth Green : Milo (capture de mouvement / narration)
- Seth Dusky : Milo (voix)[3]
- Joan Cusack : mère de Milo
- Tom Everett Scott : père de Milo
- Elisabeth Harnois : Ki
- Dan Fogler : Gribble 1er
- Mindy Sterling : The Supervisor
- James Earl Jones : Ja Mi
- Breckin Meyer : Spangro
- Billy Dee Williams : Myzic
- Kevin Cahoon (en) : Wingnut
- Ryan, Robert et Raymond Ochoa : Martian Hatchlings
- Liam et Edgar Wells: Robot Martians
- Dee Bradley Baker : Two-Cat

### Voix françaises
- Valentin Maupin : Milo[4]
- Clara Borras : mère de Milo
- Damien Boisseau : père de Milo[5]
- Caroline Victoria : Ki
- Xavier Fagnon : Gribble
- Perrette Pradier : La Superviseure

### Voix québécoises
- Vassili Schneider : Milo[6]
- Pascale Montreuil : Mère de Milo
- Gilbert Lachance : Père de Milo
- Tristan Harvey : Gribble 1er
- Kim Jalabert : Ki
- Johanne Garneau : La Surveillante
- Hugolin Chevrette : le narrateur durant le générique

## Réception

### Box-office
Le film est un des plus gros échecs au box-office. Walt Disney Pictures enregistre une perte de 136 millions de dollars.
Après l'échec du film aux Etats-Unis, Disney décide que le film ne sera pas projeté dans les salles de cinéma françaises et le sort directement en DVD.

## Autour du film
Le 23 juin 2010, Disney et IMAX signent un contrat pour diffuser en 2011 trois films en 3D dans les salles IMAX : Pirates des Caraïbes 4, Cars 2 et Milo sur Mars.